# Уштіпци
Уштіпци (серб. uštipci, від дієслова uštinuti, «щипати») — кулінарний виріб зі смаженого тіста, на кшталт пончиків. Популярні в Боснії та Герцеговині, Хорватії, Північній Македонії, Сербії, особливо у Воєводині, районі Срем, і Словеніі, де вони відомі як ведмедики (miške). У Боснії та Герцеговині їх іноді називають пексиметі (peksimeti).

## Опис
Уштипці схожі на фритуле (fritule) — хорватську святкову випічку, яку готують спеціально до Різдва. А також на балканські пончики з крофне начинкою (krofne, від німецького Krapfen), але вони не обов'язково повинні бути солодкими.
Можуть бути солодкими та солоними, з джемом, каймаком або сиром, виконуючи таким чином роль основного продукту для сніданку, десерту або навіть основної страви. Вони також можуть містити інші інгредієнти, найчастіше це яблуко, гарбуз, але можливі навіть м'ясо і сир. Уштипці їдять з чаєм або кавою, а також як десерт. Часто їх також посипають зверху цукровою пудрою, щоб зробити їх естетичнішими. Вони можуть добре поєднуватися з джемом, Nutella та Eurocrem.
Уштипцями в Сербії також називають невеликі котлети, фаршировані сиром або бринзою, і беконом.